# Station Ringe
Station Ringe is een station in Ringe, Denemarken en is geopend op 12 juli 1876.

## Geschiedenis
Het station was een belangrijk knooppunt voor de spoorlijnen op Funen en had in het verleden drie eilandperrons en zes perronsporen. Na het opheffen van de lijnen naar Faaborg en Nyborg werd het derde eilandperron gesloopt in 1965 en het aantal sporen teruggebracht naar drie. In 2009 is het perron opnieuw in gebruik genomen en is er een vierde perronspoor aangelegd.